# Chris Wilkinson
Chris Wilkinson (Southampton, 5 gennaio 1970) è un ex tennista britannico.

## Carriera
In carriera ha raggiunto nel doppio la 86ª posizione della classifica ATP, mentre in singolare ha raggiunto l'82º posto. Nei tornei del Grande Slam ha ottenuto il suo miglior risultato arrivando ai quarti di finale di doppio a Wimbledon nel 1993, in coppia con il connazionale Paul Hand.
In Coppa Davis ha disputato un totale di 5 partite, ottenendo 2 vittorie e 3 sconfitte.

## Statistiche

### Doppio

#### Finali perse (2)
| Numero | Anno              | Torneo                              | Superficie  | Compagno       | Avversari in finale              | Punteggio     |
| 1.     | 23 giugno 1997    | Nottingham Open, Nottingham         | Erba        | Danny Sapsford | Ellis Ferreira Patrick Galbraith | 6-4, 6-7, 6-7 |
| 2.     | 14 settembre 1997 | Brighton International, Bournemouth | Terra rossa | Alberto Martín | Kent Kinnear Aleksandar Kitinov  | 6-7, 2-6      |